# BMV Beveren Melsele Volleybal
BMV Beveren Melsele Volleybal is een volleybalclub uit Melsele in de gemeente Beveren-Kruibeke-Zwijndrecht. De eerste ploeg komt uit in tweede divisie. De club is vooral gericht op heren- en jongensvolleybal.

## Geschiedenis
De club werd opgericht in 2009 en is ontstaan door de fusie van herenvolleybalclubs Melvok Melsele en KVB Beveren. BMV is een club voor jongens en richt zich vooral op een kwalitatief onderbouwde jeugdwerking. Bij de jeugdploegen worden er daarom regelmatig bekerfinales gespeeld. Bij de allerkleinsten is er een volleystart, met een bewegingsspeeltuin en een volleybalspeeltuin, in samenwerking met de damesploeg van Asterix Avo Beveren.

## Competitie
Van seizoen 2009/2010 tot het seizoen 2014/2015 speelde BMV in de 1ste provinciale. 
Vanaf het seizoen 2015/2016 komt de ploeg uit in de 2de divisie.
In het seizoen 2017-2018 wordt er gestart met een damesploeg in 3de provinciale.

## Palmares
2016-2017
- Promotie 2de ploeg van 3de provinciale naar 2de provinciale

2014-2015
- Promotie 1ste ploeg van 1ste provinciale naar 2de divisie

Club
- In 2011, 2012, 2013, 2014 en 2015 verkreeg de club een "zilveren label" van het jeugdsportfonds.
- In 2010 verkreeg de club een "bronzen label" van het jeugdsportfonds.